# Friedhof Biesdorf
Der Friedhof Biesdorf ist ein landeseigener Friedhof im Berliner Ortsteil Biesdorf. Er geht auf eine Landschenkung der Familie Siemens an das damalige Dorf Biesdorf im Umland von Berlin zurück und wurde 1898 eröffnet.

## Lage
Der parkähnliche kommunale Friedhof liegt am Biesdorfer Friedhofsweg 10. Sein Eingang befindet sich etwa 300 m nördlich der Straße Alt-Biesdorf. Der sechs ha große Friedhof ist in Dreiecksform angelegt und wird im Nordwesten von der Trasse der U-Bahn-Linie U5, im Süden von der Biesdorfer Höhe und im Osten vom Landschaftspark Wuhletal begrenzt.

## Geschichte

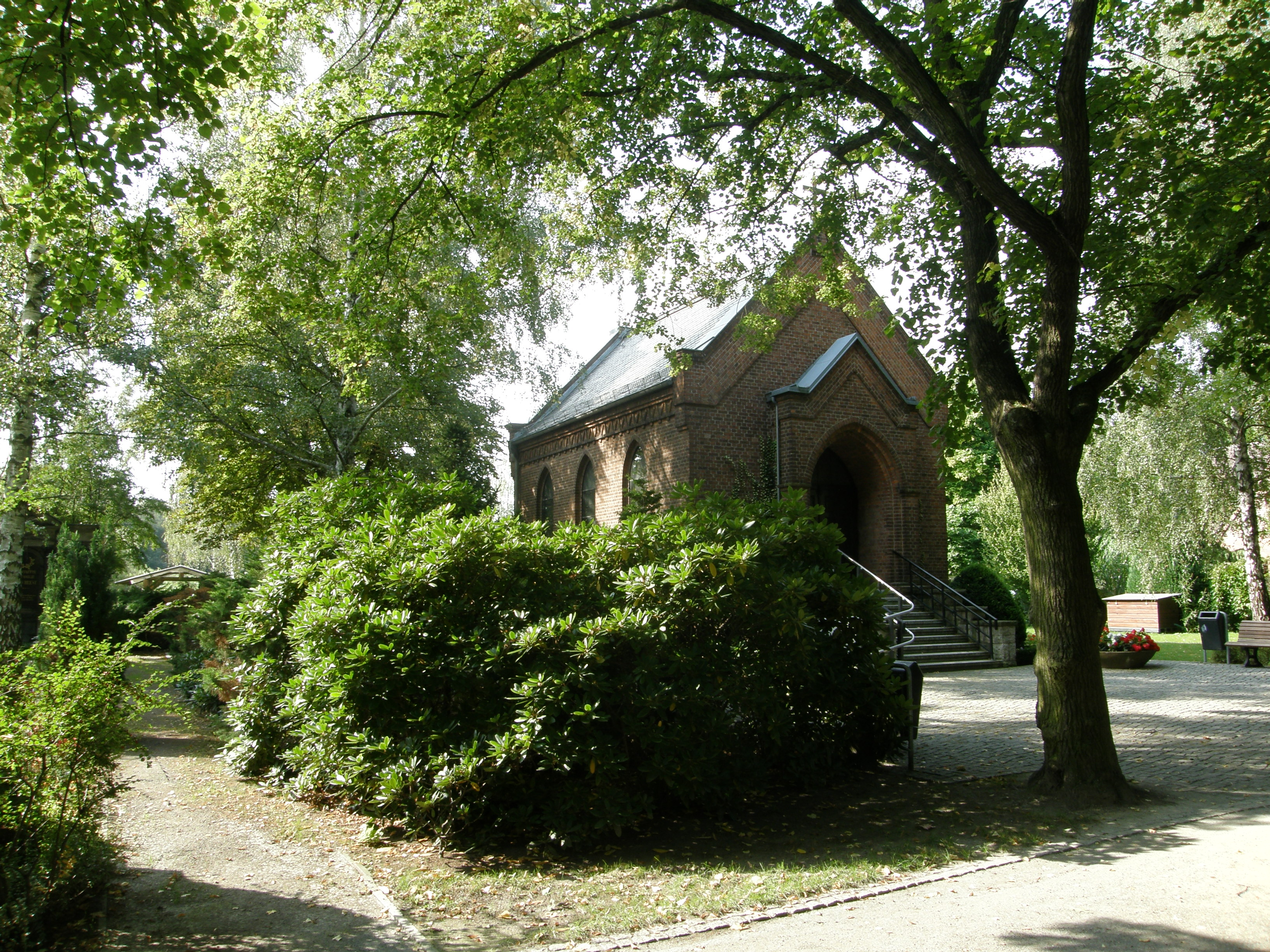
Feierhalle

Der Friedhof Biesdorf wurde 1898 als Gemeindefriedhof eröffnet. Er war eine Schenkung der Familie Wilhelm von Siemens, des Besitzers des Schlosses Biesdorf und umfasste ursprünglich eine Fläche von etwa einem Hektar. Die Feierhalle ist ein Backsteinbau in neogotischem Stil mit einer Vorhalle und polygoner Apsis, die zugleich mit der Anlage errichtet wurde. An der Südseite des Friedhofs befinden sich 1994/95 rekonstruierte Erbbegräbnisstätten mit eindrucksvollen Wand-Grabmalen von Familien Biesdorfer Landwirte und Gemüsebauern. – Die Gesamtanlage des Friedhofs steht unter Denkmalschutz.
Im Jahr 1998 wurde die Skulptur Unitas des Bildhauers Volker Hansen aufgestellt.
Auf dem Gelände des Friedhofs befinden sich sechs Gemeinschaftsgrabanlagen, in denen 360 Opfer von Krieg und Gewalt bestattet worden sind. Die Anlagen wurden in den 2010er Jahren wieder hergerichtet. Sie sind durch gemeinsame Grabplatten mit den Namen der hier bestatteten Personen gekennzeichnet.

## Bestattete Persönlichkeiten
- Carl Dubick (1860–1917), Kommunalpolitiker, Namensgeber der Biesdorfer Dubickstraße[9]
- Otto Zimmermann (1863–1927), Kommunalpolitiker, Namensgeber der Biesdorfer Zimmermannstraße[10]
- Hans Brass (1885–1959), Maler
- Hans Grimm (1910–1995), Arzt
- Fritz Gödicke (1919–2009), Fußballtrainer[11]
- Jochen Thomas (1925–1995), Schauspieler[12]
- Helmut Wolff (1928–2017), Mediziner
- Peter Czerny (1929–2011), Musikwissenschaftler
- Hubert Matthes (1929–2018), Landschaftsarchitekt
- Erich Ansorge (1937–1998), Generaldirektor und Politiker (SED)
- Herbert Dreilich (1942–2004), Rockmusiker
- Erich Hammer (1915–2001), Puppenspieler und Filmregisseur

Günter Mittag,  Mitglied des Politbüros des Zentralkomitees der SED, wurde 1994 auf dem Friedhof beigesetzt, später aber auf den Friedhof in Zepernick umgebettet.